# Xã Athens, Quận Crawford, Pennsylvania
Xã Athens (tiếng Anh: Athens Township) là một xã thuộc quận Crawford, tiểu bang Pennsylvania, Hoa Kỳ. Năm 2010, dân số của xã này là 734 người.